# Masashi Miyazawa
Masashi Miyazawa (宮沢 正史 Miyazawa Masashi?, nacido el 24 de abril de 1978 en Yamanashi) es un exfutbolista japonés. Jugaba de centrocampista y su último club fue el FC Gifu de Japón.

## Trayectoria

### Clubes
| Club           | País  | Año         |
| -------------- | ----- | ----------- |
| FC Tokyo       | Japón | 2001 - 2006 |
| Oita Trinita   | Japón | 2007 - 2013 |
| Vegalta Sendai | Japón | 2008        |
| FC Gifu        | Japón | 2014 - 2015 |

## Estadística de carrera

### J. League
| Club           | Año   | J. League | J. League | Copa J. League | Copa J. League | Total | Total |
| Club           | Año   | Part.     | Goles     | Part.          | Goles          | Part. | Goles |
| -------------- | ----- | --------- | --------- | -------------- | -------------- | ----- | ----- |
| FC Tokyo       | 2001  | 1         | 0         | 3              | 0              | 4     | 0     |
| FC Tokyo       | 2002  | 29        | 4         | 7              | 3              | 36    | 7     |
| FC Tokyo       | 2003  | 29        | 4         | 8              | 1              | 37    | 5     |
| FC Tokyo       | 2004  | 18        | 0         | 4              | 0              | 22    | 0     |
| FC Tokyo       | 2005  | 15        | 2         | 5              | 0              | 20    | 2     |
| FC Tokyo       | 2006  | 20        | 1         | 2              | 0              | 22    | 1     |
| Oita Trinita   | 2007  | 6         | 0         | 3              | 0              | 9     | 0     |
| Vegalta Sendai | 2008  | 2         | 0         | -              | -              | 2     | 0     |
| Oita Trinita   | 2009  | 12        | 0         | 4              | 0              | 16    | 0     |
| Oita Trinita   | 2010  | 30        | 0         | -              | -              | 30    | 0     |
| Oita Trinita   | 2011  | 38        | 0         | -              | -              | 38    | 0     |
| Oita Trinita   | 2012  | 39        | 0         | -              | -              | 39    | 0     |
| Oita Trinita   | 2013  | 20        | 0         | 5              | 0              | 25    | 0     |
| FC Gifu        | 2014  | 31        | 1         | -              | -              | 31    | 1     |
| FC Gifu        | 2015  | 15        | 0         | -              | -              | 15    | 0     |
| Total          | Total | 305       | 2         | 41             | 4              | 346   | 6     |

## Palmarés

### Títulos nacionales
| Título         | Club     | País  | Año  |
| -------------- | -------- | ----- | ---- |
| Copa J. League | FC Tokyo | Japón | 2004 |